# Phyllovates parallela
Phyllovates parallela är en bönsyrseart som beskrevs av De Haan 1842. Phyllovates parallela ingår i släktet Phyllovates och familjen Mantidae. Inga underarter finns listade i Catalogue of Life.